# لورا هارپر (بازیکن بسکتبال)
لورا هارپر (انگلیسی: Laura Harper؛ زادهٔ ۱۱ آوریل ۱۹۸۶) بازیکن بسکتبال اهل ایالات متحده آمریکا است.
وی در مسابقات کشوری و بین‌المللی در مجموع برندهٔ ۱ مدال طلا شده‌است.